# 卡爾王子 (巴登)
巴登的卡爾（德語：Karl von Baden，1832年3月9日—1906年12月3日），普魯士皇家陸軍軍官，巴登大公利奧波德的幼子。

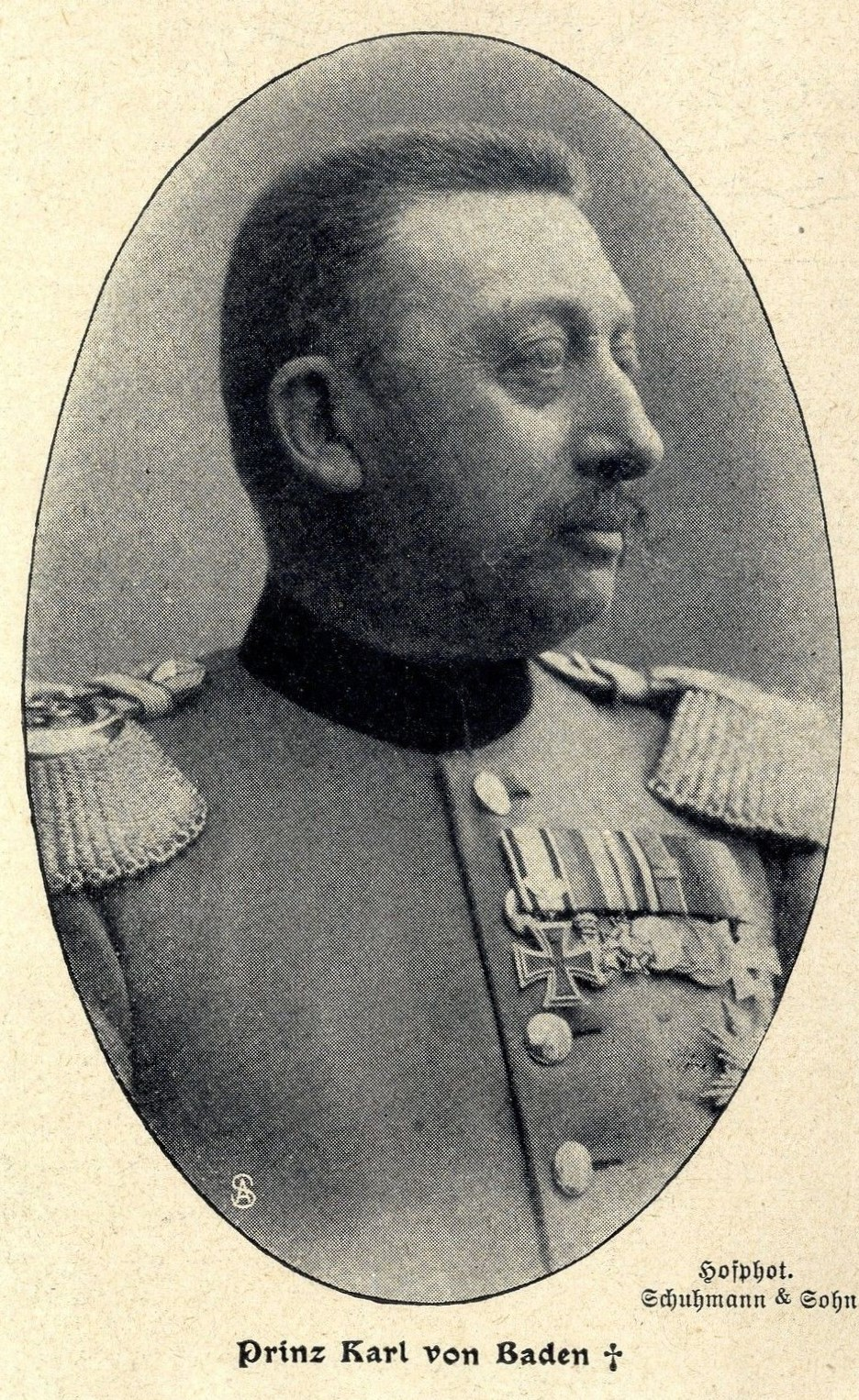

## 家庭
1871年，卡爾和羅莎莉·弗蕾因·馮·貝斯特（Rosalie Freiin von Beust）結婚，兩人的獨子腓特烈於1877年出生。